# Pseudostenophylax difficilis
Pseudostenophylax difficilis är en nattsländeart som beskrevs av Martynov 1931. Pseudostenophylax difficilis ingår i släktet Pseudostenophylax och familjen husmasknattsländor. Inga underarter finns listade i Catalogue of Life.